# Chalford
Chalford är en ort och civil parish i Storbritannien.   Den ligger i grevskapet Gloucestershire och riksdelen England, i den södra delen av landet, 140 km väster om huvudstaden London. Chalford ligger 160 meter över havet och antalet invånare är 6 776.
Terrängen runt Chalford är platt åt sydost, men åt nordväst är den kuperad. Runt Chalford är det ganska tätbefolkat, med 72 invånare per kvadratkilometer. Närmaste större samhälle är Gloucester, 16,8 km norr om Chalford. Trakten runt Chalford består till största delen av jordbruksmark.